# Aristotelis
Aristotelis (in greco Αριστοτέλης?) è un comune della Grecia situato nella periferia della Macedonia Centrale di 17 752 abitanti secondo i dati del censimento 2001.
È stato istituito a seguito della riforma amministrativa detta Programma Callicrate, in vigore dal gennaio 2011, che ha abolito le prefetture e accorpato numerosi comuni.